# Takeda Nobutake

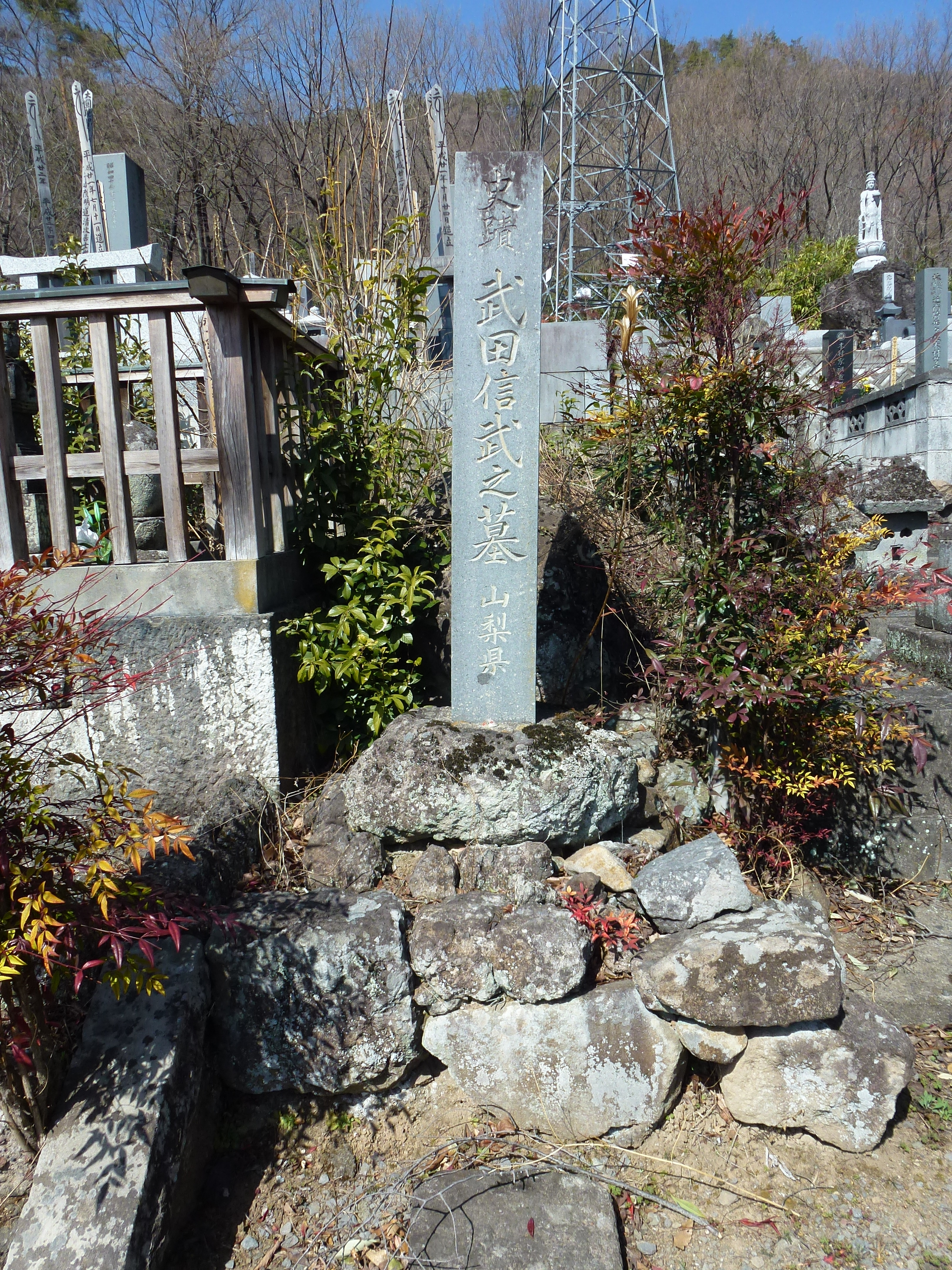
Grab von Takeda Nobutake auf dem Friedhof des Tempels Hōsen-ji in Kōfu.

Takeda Nobutake (jap. 武田 信武; * 1292; † 7. August 1359) war ein Oberhaupt der Takeda Familie und baute den Einfluss dieser Familie in der japanischen Geschichte bedeutend aus. Seine Ämter waren Kokushi (Provinzialbeamter) der Provinz Mutsu, der Provinz Izu und der Provinz Kai. Außerdem wurde er Tendai von Kyūshū. Nach der Abspaltung vom Haus Minamoto war er das 10. Familienoberhaupt der Takeda, die wie ihr Ahnenhaus Minamoto zu den traditionellen Bushi (Adelshäusern des Kriegerstandes) gezählt werden.

## Familie
- Sein Vater war Takeda Nobumune.
- Seine Frau war die Tochter von Ashikaga Takayoshi, Nichte des folgenden Shoguns Ashikaga Takauji, den Nobutake als seinen Herren ansah.
- Seine Söhne waren:
  - Takeda Nobunari (武田信成)
  - Takeda Ujinobu (武田氏信)
  - Schwiegersohn Yoshitake Anayama (穴山義武)
  - Schwiegersohn Nobuaki Ōi (大井信明)
  - Schwiegersohn Yamagata Kōshin (山県公信)

## Geschichtliche Rolle
Er verhalf den Bushi (Kriegerstand, später auch als Samurai bezeichnet), genauer den Ashikaga als loyaler Gefolgsmann zur endgültigen Dominanz gegenüber den Kuge, dem Hofadel, der das letzte Mal in der japanischen Geschichte mit dem Tennō Go-Daigo und seiner Kenmu-Restauration noch einmal für etwa fünf Jahre die Macht auf den Kaiserhof fokussieren und dem Kriegerstand repressive Gesetze aufzwingen konnte.
Ashikaga Takauji konnte sich auf die Takeda, besonders Nobutake, als Bündnispartner verlassen. Am Ende der Kamakura-Zeit als die dreijährige Gengō-Zeit begann (September 1331), stellte Ashikaga Takauji eine große Armee für den Marsch nach Heian-kyō auf, um den Tennō Go-Daigo (96. Kaiser; 1288–1339; Regierungszeit: 1318–1339) zu stürzen und nach dem Vorbild Minamoto Yoritomos am Anfang der Kamakura-Zeit erneut eine Militärregierung, das Bakufu (Shogunatsregierung) zu installieren. Unter den zusammengestellten Verbänden befand sich auch der dritte Sohn des Shugo (Provinz-Militärkommissar, Vorstufe der Daimyō der Provinz Kai, Takeda Nobutake) Takeda Masayoshi (武田政義). Dieser Griff mit einer Truppe aus der Provinz Kai auf Seiten der Angreifer für die Ashikaga auch in die Belagerung von Akasaka (赤坂城の戦い, Akasakajō no tatakai) ein, bei der auf der Seite der Verteidiger der General Go-Daigos Kusanogi Masashige (楠正成) kämpfte. Heute mag man meinen, dass die Armee des Bakufu dem Tenno überlegen gewesen sein müsste, aber zu dieser Zeit, insbesondere durch das Eingreifen Nitta Yoshisadas zugunsten des Kaisers, war es noch umgekehrt. Aufgrund ihres Vertrauens und Bündnisses vermählte Ashikaga Takauji seine Nichte mit Takeda Nobutake. Um sie für die Teilnahme zu gewinnen, gab Ashikaga Takauji Takeda Nobutake das Amt des Shugo von Wakasa, Aki und Kai in Personalunion und das Amt des Tandai (Generalgouverneur) über Kyūshū.

## Verbindung zum Hōsen-ji
Er steht in besonderer Verbindung zu dem Tempel Hōsen-ji in Kōfu, dort ist sein Grab zu finden und dorthin soll er zu Ende seiner Lebzeit eingetreten sein. Nobutake ist im 14. Jahr Shōhei, (Ärabez.: 8. Dezember 1346–24. Juli 1370), 1359 als Mönch in diesen Tempel eingetreten, am 13. Juli mit 67 Jahren.